# Elecciones presidenciales de Uruguay de 1894
Las elecciones presidenciales de 1894 fueron las decimosextas elecciones presidenciales celebradas en el Estado Oriental del Uruguay. Se realizaron un total de 40 comicios entre el 1 y el 21 de marzo de 1894 para elegir al presidente de la república en el período comprendido entre el 1 de marzo de 1894 al 1 de marzo de 1898.
Esta elección se realizó bajo las normas de la constitución de 1830, la cual establecía que el presidente de la república sería elegido mediante votación nominal por todos los miembros de la Asamblea General en una sesión permanente realizada el 1 de marzo, requiriéndose una pluralidad absoluta para ser investido en el cargo.

## Antecedentes

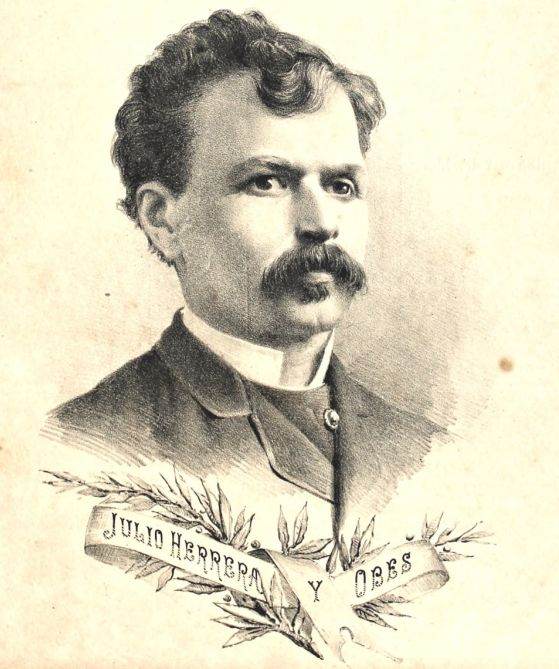

Fue una elección complicada. Julio Herrera y Obes, al liderazgo del país, quería que su sucesor fuera fuerte y entrara en su modelo de continuista ideal. Sin embargo, ningún candidato pasaba la marca necesaria de los 45 votos.
El presidente tuvo que salir del cargo porque su período había concluido, así que el encargado del mando sería Duncan Stewart (presidente del senado) hasta que se encontrara al candidato ideal.
No fue hasta que entró al panorama José Eugenio Ellauri que en el duodécimo día de votaciones se llegó a la marca de los 45 votos exactos (esto, gracias a que Prudencio Ellauri pudo votar a su hermano mediante la legalización del voto entre familiares). Sin embargo, por más de los reproches de la Asamblea General, Ellauri no aceptó el cargo debido a que no había unanimidad.
El sector oficialista ("La Colectividad") terminó postulando a Juan Idiarte Borda, que sorpresivamente superó por dos votos la marca necesaria y pudo tomar el mando directamente.

## Sistema Electoral
El sufragio solo lo ejercían los miembros de la asamblea general. El voto no era secreto, ya que los Diputados y Senadores tenían que firmar su balota.

## Resultados

### Primera votación
| Fecha de votación                                      | Candidato                 | Partido             | Votos | %      |
| ------------------------------------------------------ | ------------------------- | ------------------- | ----- | ------ |
| 1 de marzo de 1894 Mayoría requerida: absoluta (45/88) | Alejandro Chucarro (hijo) | Partido Colorado    | 42    | 49.41  |
| 1 de marzo de 1894 Mayoría requerida: absoluta (45/88) | Tomás Gomensoro           | Partido Colorado    | 40    | 47.06  |
| 1 de marzo de 1894 Mayoría requerida: absoluta (45/88) | Luis Eduardo Pérez        | Partido Colorado    | 2     | 2.35   |
| 1 de marzo de 1894 Mayoría requerida: absoluta (45/88) | José María Muñoz          | Partido Colorado    | 1     | 1.18   |
| 1 de marzo de 1894 Mayoría requerida: absoluta (45/88) | Ausentes/No votaron       | Ausentes/No votaron | 3     | -      |
| 1 de marzo de 1894 Mayoría requerida: absoluta (45/88) | Total                     | Total               | 88    | 100.00 |
| Fuentes:                                               |                           |                     |       |        |

### Segunda votación
| Fecha de votación                                      | Candidato                 | Partido             | Votos | %      |
| ------------------------------------------------------ | ------------------------- | ------------------- | ----- | ------ |
| 1 de marzo de 1894 Mayoría requerida: absoluta (45/88) | Alejandro Chucarro (hijo) | Partido Colorado    | 42    | 49.41  |
| 1 de marzo de 1894 Mayoría requerida: absoluta (45/88) | Tomás Gomensoro           | Partido Colorado    | 42    | 49.41  |
| 1 de marzo de 1894 Mayoría requerida: absoluta (45/88) | José María Muñoz          | Partido Colorado    | 1     | 1.18   |
| 1 de marzo de 1894 Mayoría requerida: absoluta (45/88) | Ausentes/No votaron       | Ausentes/No votaron | 3     | -      |
| 1 de marzo de 1894 Mayoría requerida: absoluta (45/88) | Total                     | Total               | 88    | 100.00 |
| Fuentes:                                               |                           |                     |       |        |

### Tercera y cuarta votación
| Fecha de votación                                      | Candidato                 | Partido             | Votos | %      |
| ------------------------------------------------------ | ------------------------- | ------------------- | ----- | ------ |
| 1 de marzo de 1894 Mayoría requerida: absoluta (45/88) | Tomás Gomensoro           | Partido Colorado    | 43    | 50.59  |
| 1 de marzo de 1894 Mayoría requerida: absoluta (45/88) | Alejandro Chucarro (hijo) | Partido Colorado    | 42    | 49.41  |
| 1 de marzo de 1894 Mayoría requerida: absoluta (45/88) | Ausentes/No votaron       | Ausentes/No votaron | 3     | -      |
| 1 de marzo de 1894 Mayoría requerida: absoluta (45/88) | Total                     | Total               | 88    | 100.00 |
| Fuentes:                                               |                           |                     |       |        |

### Del segundo al noveno día
| Fecha de votación                                           | Candidato                 | Partido             | Votos | %      |
| ----------------------------------------------------------- | ------------------------- | ------------------- | ----- | ------ |
| 2 al 9 de marzo de 1894 Mayoría requerida: absoluta (45/88) | Tomás Gomensoro           | Partido Colorado    | 43    | 50.59  |
| 2 al 9 de marzo de 1894 Mayoría requerida: absoluta (45/88) | José Eugenio Ellauri      | Partido Colorado    | 41    | 48.23  |
| 2 al 9 de marzo de 1894 Mayoría requerida: absoluta (45/88) | Alejandro Chucarro (hijo) | Partido Colorado    | 1     | 1.18   |
| 2 al 9 de marzo de 1894 Mayoría requerida: absoluta (45/88) | Ausentes/No votaron       | Ausentes/No votaron | 3     | -      |
| 2 al 9 de marzo de 1894 Mayoría requerida: absoluta (45/88) | Total                     | Total               | 88    | 100.00 |
| Fuentes:                                                    |                           |                     |       |        |

### Novena y décima votación
| Fecha de votación                                      | Candidato                 | Partido             | Votos | %      |
| ------------------------------------------------------ | ------------------------- | ------------------- | ----- | ------ |
| 9 de marzo de 1894 Mayoría requerida: absoluta (45/88) | Tomás Gomensoro           | Partido Colorado    | 43    | 49.43  |
| 9 de marzo de 1894 Mayoría requerida: absoluta (45/88) | José Eugenio Ellauri      | Partido Colorado    | 43    | 49.43  |
| 9 de marzo de 1894 Mayoría requerida: absoluta (45/88) | Alejandro Chucarro (hijo) | Partido Colorado    | 1     | 1.14   |
| 9 de marzo de 1894 Mayoría requerida: absoluta (45/88) | Ausentes/No votaron       | Ausentes/No votaron | 1     | -      |
| 9 de marzo de 1894 Mayoría requerida: absoluta (45/88) | Total                     | Total               | 88    | 100.00 |
| Fuentes:                                               |                           |                     |       |        |

### Undécima, duodécima y decimotercera votación
| Fecha de votación                                       | Candidato            | Partido             | Votos | %      |
| ------------------------------------------------------- | -------------------- | ------------------- | ----- | ------ |
| 10 de marzo de 1894 Mayoría requerida: absoluta (45/88) | Tomás Gomensoro      | Partido Colorado    | 43    | 50.00  |
| 10 de marzo de 1894 Mayoría requerida: absoluta (45/88) | José Eugenio Ellauri | Partido Colorado    | 43    | 50.00  |
| 10 de marzo de 1894 Mayoría requerida: absoluta (45/88) | Ausentes/No votaron  | Ausentes/No votaron | 2     | -      |
| 10 de marzo de 1894 Mayoría requerida: absoluta (45/88) | Total                | Total               | 88    | 100.00 |
| Fuentes:                                                |                      |                     |       |        |

### Decimocuarta votación

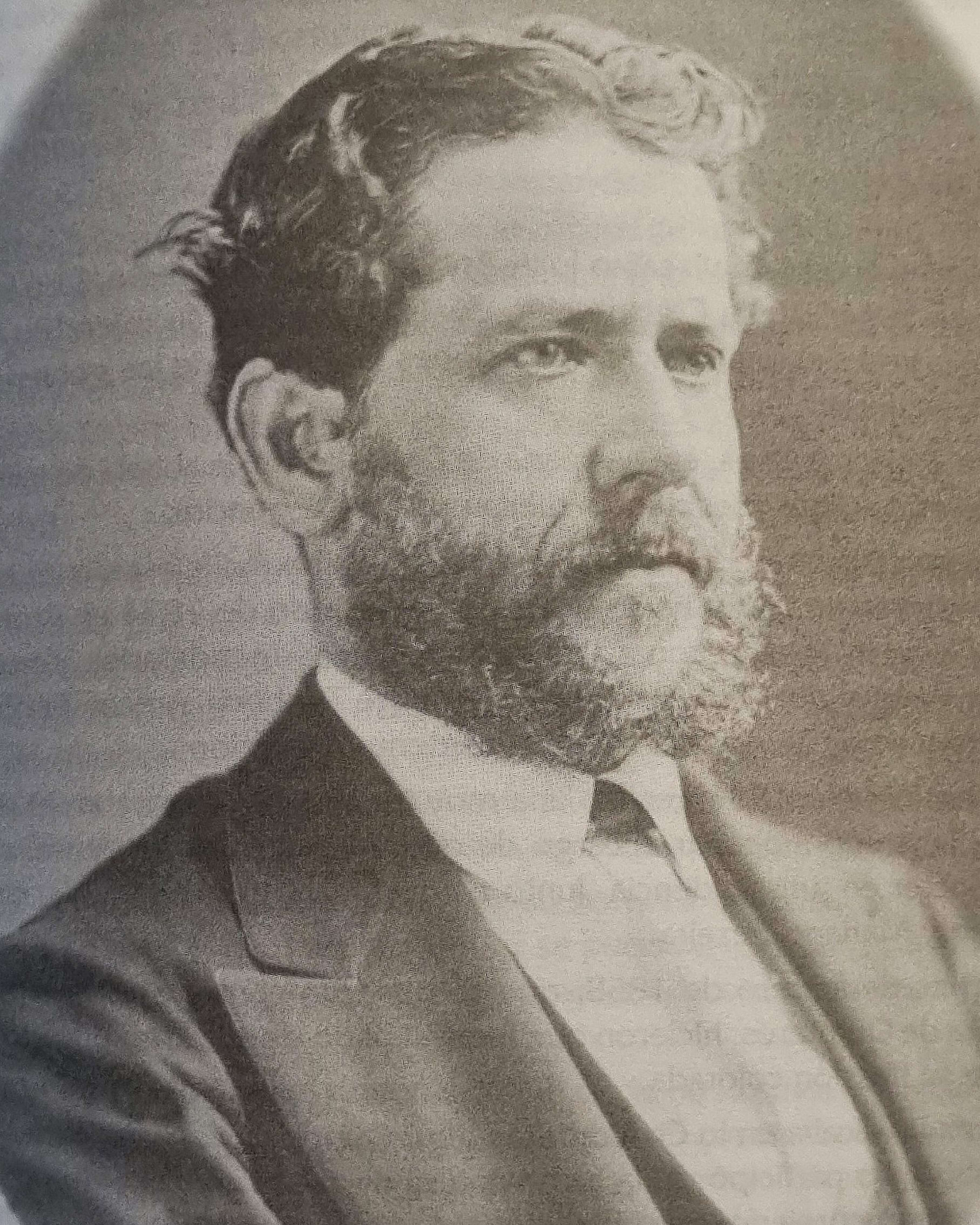
Ellauri, quien es electo y renuncia.

| Fecha de votación                                       | Candidato            | Partido             | Votos | %      |
| ------------------------------------------------------- | -------------------- | ------------------- | ----- | ------ |
| 12 de marzo de 1894 Mayoría requerida: absoluta (45/88) | José Eugenio Ellauri | Partido Colorado    | 44    | 50.57  |
| 12 de marzo de 1894 Mayoría requerida: absoluta (45/88) | Tomás Gomensoro      | Partido Colorado    | 43    | 49.43  |
| 12 de marzo de 1894 Mayoría requerida: absoluta (45/88) | Ausentes/No votaron  | Ausentes/No votaron | 1     | -      |
| 12 de marzo de 1894 Mayoría requerida: absoluta (45/88) | Total                | Total               | 88    | 100.00 |
| Fuentes:                                                |                      |                     |       |        |

### Decimoquinta votación
| Fecha de votación                                       | Candidato            | Partido             | Votos | %      |
| ------------------------------------------------------- | -------------------- | ------------------- | ----- | ------ |
| 12 de marzo de 1894 Mayoría requerida: absoluta (45/88) | José Eugenio Ellauri | Partido Colorado    | 45    | 51.72  |
| 12 de marzo de 1894 Mayoría requerida: absoluta (45/88) | Tomás Gomensoro      | Partido Colorado    | 42    | 48.28  |
| 12 de marzo de 1894 Mayoría requerida: absoluta (45/88) | Ausentes/No votaron  | Ausentes/No votaron | 1     | -      |
| 12 de marzo de 1894 Mayoría requerida: absoluta (45/88) | Total                | Total               | 88    | 100.00 |
| Fuentes:                                                |                      |                     |       |        |

Con esta votación José Eugenio Ellauri fue electo Presidente de la República, sin embargo; este renunció al cargo antes de asumir.

### Decimosexta votación
| Fecha de votación                                       | Candidato                 | Partido             | Votos | %      |
| ------------------------------------------------------- | ------------------------- | ------------------- | ----- | ------ |
| 14 de marzo de 1894 Mayoría requerida: absoluta (45/88) | Tomás Gomensoro           | Partido Colorado    | 39    | 50.00  |
| 14 de marzo de 1894 Mayoría requerida: absoluta (45/88) | Alcides Montero           | Independiente       | 38    | 48.72  |
| 14 de marzo de 1894 Mayoría requerida: absoluta (45/88) | Alejandro Chucarro (hijo) | Partido Colorado    | 1     | 1.28   |
| 14 de marzo de 1894 Mayoría requerida: absoluta (45/88) | Ausentes/No votaron       | Ausentes/No votaron | 10    | -      |
| 14 de marzo de 1894 Mayoría requerida: absoluta (45/88) | Total                     | Total               | 88    | 100.00 |
| Fuentes:                                                |                           |                     |       |        |

### Decimoséptima votación
| Fecha de votación                                       | Candidato                 | Partido             | Votos | %      |
| ------------------------------------------------------- | ------------------------- | ------------------- | ----- | ------ |
| 14 de marzo de 1894 Mayoría requerida: absoluta (45/88) | Tomás Gomensoro           | Partido Colorado    | 38    | 49.35  |
| 14 de marzo de 1894 Mayoría requerida: absoluta (45/88) | Alcides Montero           | Independiente       | 38    | 49.35  |
| 14 de marzo de 1894 Mayoría requerida: absoluta (45/88) | Alejandro Chucarro (hijo) | Partido Colorado    | 1     | 1.30   |
| 14 de marzo de 1894 Mayoría requerida: absoluta (45/88) | Ausentes/No votaron       | Ausentes/No votaron | 11    | -      |
| 14 de marzo de 1894 Mayoría requerida: absoluta (45/88) | Total                     | Total               | 88    | 100.00 |
| Fuentes:                                                |                           |                     |       |        |

### Decimoctava votación
| Fecha de votación                                       | Candidato                 | Partido             | Votos | %      |
| ------------------------------------------------------- | ------------------------- | ------------------- | ----- | ------ |
| 15 de marzo de 1894 Mayoría requerida: absoluta (45/88) | Luis Eduardo Pérez        | Partido Colorado    | 39    | 48.75  |
| 15 de marzo de 1894 Mayoría requerida: absoluta (45/88) | Alcides Montero           | Independiente       | 38    | 47.50  |
| 15 de marzo de 1894 Mayoría requerida: absoluta (45/88) | Alejandro Chucarro (hijo) | Partido Colorado    | 1     | 1.25   |
| 15 de marzo de 1894 Mayoría requerida: absoluta (45/88) | Tomás Gomensoro           | Partido Colorado    | 1     | 1.25   |
| 15 de marzo de 1894 Mayoría requerida: absoluta (45/88) | José María Muñoz          | Partido Colorado    | 1     | 1.25   |
| 15 de marzo de 1894 Mayoría requerida: absoluta (45/88) | Ausentes/No votaron       | Ausentes/No votaron | 8     | -      |
| 15 de marzo de 1894 Mayoría requerida: absoluta (45/88) | Total                     | Total               | 88    | 100.00 |
| Fuentes:                                                |                           |                     |       |        |

### Decimonovena votación
| Fecha de votación                                       | Candidato                 | Partido             | Votos | %      |
| ------------------------------------------------------- | ------------------------- | ------------------- | ----- | ------ |
| 15 de marzo de 1894 Mayoría requerida: absoluta (45/88) | Luis Eduardo Pérez        | Partido Colorado    | 39    | 50.00  |
| 15 de marzo de 1894 Mayoría requerida: absoluta (45/88) | Alcides Montero           | Independiente       | 37    | 47.44  |
| 15 de marzo de 1894 Mayoría requerida: absoluta (45/88) | Alejandro Chucarro (hijo) | Partido Colorado    | 1     | 1.28   |
| 15 de marzo de 1894 Mayoría requerida: absoluta (45/88) | José María Muñoz          | Partido Colorado    | 1     | 1.28   |
| 15 de marzo de 1894 Mayoría requerida: absoluta (45/88) | Ausentes/No votaron       | Ausentes/No votaron | 10    | -      |
| 15 de marzo de 1894 Mayoría requerida: absoluta (45/88) | Total                     | Total               | 88    | 100.00 |
| Fuentes:                                                |                           |                     |       |        |

### Vigésima votación
| Fecha de votación                                       | Candidato                 | Partido             | Votos | %      |
| ------------------------------------------------------- | ------------------------- | ------------------- | ----- | ------ |
| 15 de marzo de 1894 Mayoría requerida: absoluta (45/88) | Luis Eduardo Pérez        | Partido Colorado    | 40    | 51.28  |
| 15 de marzo de 1894 Mayoría requerida: absoluta (45/88) | Alcides Montero           | Independiente       | 37    | 47.44  |
| 15 de marzo de 1894 Mayoría requerida: absoluta (45/88) | Alejandro Chucarro (hijo) | Partido Colorado    | 1     | 1.28   |
| 15 de marzo de 1894 Mayoría requerida: absoluta (45/88) | Ausentes/No votaron       | Ausentes/No votaron | 10    | -      |
| 15 de marzo de 1894 Mayoría requerida: absoluta (45/88) | Total                     | Total               | 88    | 100.00 |
| Fuentes:                                                |                           |                     |       |        |

### Vigesimoprimera votación
| Fecha de votación                                       | Candidato                 | Partido             | Votos | %      |
| ------------------------------------------------------- | ------------------------- | ------------------- | ----- | ------ |
| 15 de marzo de 1894 Mayoría requerida: absoluta (45/88) | Luis Eduardo Pérez        | Partido Colorado    | 39    | 51.32  |
| 15 de marzo de 1894 Mayoría requerida: absoluta (45/88) | Alcides Montero           | Independiente       | 36    | 47.37  |
| 15 de marzo de 1894 Mayoría requerida: absoluta (45/88) | Alejandro Chucarro (hijo) | Partido Colorado    | 1     | 1.32   |
| 15 de marzo de 1894 Mayoría requerida: absoluta (45/88) | Ausentes/No votaron       | Ausentes/No votaron | 12    | -      |
| 15 de marzo de 1894 Mayoría requerida: absoluta (45/88) | Total                     | Total               | 88    | 100.00 |
| Fuentes:                                                |                           |                     |       |        |

### Vigesimosegunda votación
| Fecha de votación                                       | Candidato                 | Partido             | Votos | %      |
| ------------------------------------------------------- | ------------------------- | ------------------- | ----- | ------ |
| 16 de marzo de 1894 Mayoría requerida: absoluta (45/88) | Luis Eduardo Pérez        | Partido Colorado    | 40    | 50.63  |
| 16 de marzo de 1894 Mayoría requerida: absoluta (45/88) | Alcides Montero           | Independiente       | 37    | 46.83  |
| 16 de marzo de 1894 Mayoría requerida: absoluta (45/88) | Alejandro Chucarro (hijo) | Partido Colorado    | 1     | 1.27   |
| 16 de marzo de 1894 Mayoría requerida: absoluta (45/88) | José María Muñoz          | Partido Colorado    | 1     | 1.27   |
| 16 de marzo de 1894 Mayoría requerida: absoluta (45/88) | Ausentes/No votaron       | Ausentes/No votaron | 9     | -      |
| 16 de marzo de 1894 Mayoría requerida: absoluta (45/88) | Total                     | Total               | 88    | 100.00 |
| Fuentes:                                                |                           |                     |       |        |

### Vigesimotercera y vigesimocuarta votación
| Fecha de votación                                       | Candidato                 | Partido             | Votos | %      |
| ------------------------------------------------------- | ------------------------- | ------------------- | ----- | ------ |
| 16 de marzo de 1894 Mayoría requerida: absoluta (45/88) | Luis Eduardo Pérez        | Partido Colorado    | 40    | 51.28  |
| 16 de marzo de 1894 Mayoría requerida: absoluta (45/88) | Alcides Montero           | Independiente       | 35    | 44.88  |
| 16 de marzo de 1894 Mayoría requerida: absoluta (45/88) | Alejandro Chucarro (hijo) | Partido Colorado    | 1     | 1.28   |
| 16 de marzo de 1894 Mayoría requerida: absoluta (45/88) | José María Muñoz          | Partido Colorado    | 1     | 1.28   |
| 16 de marzo de 1894 Mayoría requerida: absoluta (45/88) | Tomás de Tezanos          | Partido Colorado    | 1     | 1.28   |
| 16 de marzo de 1894 Mayoría requerida: absoluta (45/88) | Ausentes/No votaron       | Ausentes/No votaron | 10    | -      |
| 16 de marzo de 1894 Mayoría requerida: absoluta (45/88) | Total                     | Total               | 88    | 100.00 |
| Fuentes:                                                |                           |                     |       |        |

### Vigesimoquinta votación
| Fecha de votación                                       | Candidato                 | Partido             | Votos | %      |
| ------------------------------------------------------- | ------------------------- | ------------------- | ----- | ------ |
| 17 de marzo de 1894 Mayoría requerida: absoluta (45/88) | Luis Eduardo Pérez        | Partido Colorado    | 38    | 50.67  |
| 17 de marzo de 1894 Mayoría requerida: absoluta (45/88) | Alcides Montero           | Independiente       | 34    | 45.34  |
| 17 de marzo de 1894 Mayoría requerida: absoluta (45/88) | Alejandro Chucarro (hijo) | Partido Colorado    | 1     | 1.33   |
| 17 de marzo de 1894 Mayoría requerida: absoluta (45/88) | José María Muñoz          | Partido Colorado    | 1     | 1.33   |
| 17 de marzo de 1894 Mayoría requerida: absoluta (45/88) | Tomás de Tezanos          | Partido Colorado    | 1     | 1.33   |
| 17 de marzo de 1894 Mayoría requerida: absoluta (45/88) | Ausentes/No votaron       | Ausentes/No votaron | 13    | -      |
| 17 de marzo de 1894 Mayoría requerida: absoluta (45/88) | Total                     | Total               | 88    | 100.00 |
| Fuentes:                                                |                           |                     |       |        |

### Vigesimosexta votación:[12]
| Fecha de votación                                       | Candidato                 | Partido             | Votos | %      |
| ------------------------------------------------------- | ------------------------- | ------------------- | ----- | ------ |
| 19 de marzo de 1894 Mayoría requerida: absoluta (45/88) | Luis Eduardo Pérez        | Partido Colorado    | 41    | 50.62  |
| 19 de marzo de 1894 Mayoría requerida: absoluta (45/88) | Alcides Montero           | Independiente       | 38    | 46.92  |
| 19 de marzo de 1894 Mayoría requerida: absoluta (45/88) | Alejandro Chucarro (hijo) | Partido Colorado    | 1     | 1.23   |
| 19 de marzo de 1894 Mayoría requerida: absoluta (45/88) | Tomás de Tezanos          | Partido Colorado    | 1     | 1.23   |
| 19 de marzo de 1894 Mayoría requerida: absoluta (45/88) | Ausentes/No votaron       | Ausentes/No votaron | 7     | -      |
| 19 de marzo de 1894 Mayoría requerida: absoluta (45/88) | Total                     | Total               | 88    | 100.00 |
| Fuentes:                                                |                           |                     |       |        |

### Vigesimoséptima votación:[14]
| Fecha de votación                                       | Candidato                 | Partido             | Votos | %      |
| ------------------------------------------------------- | ------------------------- | ------------------- | ----- | ------ |
| 19 de marzo de 1894 Mayoría requerida: absoluta (45/88) | Luis Eduardo Pérez        | Partido Colorado    | 40    | 50.00  |
| 19 de marzo de 1894 Mayoría requerida: absoluta (45/88) | Alcides Montero           | Independiente       | 39    | 48.75  |
| 19 de marzo de 1894 Mayoría requerida: absoluta (45/88) | Alejandro Chucarro (hijo) | Partido Colorado    | 1     | 1.25   |
| 19 de marzo de 1894 Mayoría requerida: absoluta (45/88) | Ausentes/No votaron       | Ausentes/No votaron | 8     | -      |
| 19 de marzo de 1894 Mayoría requerida: absoluta (45/88) | Total                     | Total               | 88    | 100.00 |
| Fuentes:                                                |                           |                     |       |        |

### Vigesimoctava votación:[15]
| Fecha de votación                                       | Candidato                 | Partido             | Votos | %      |
| ------------------------------------------------------- | ------------------------- | ------------------- | ----- | ------ |
| 19 de marzo de 1894 Mayoría requerida: absoluta (45/88) | Luis Eduardo Pérez        | Partido Colorado    | 41    | 50.62  |
| 19 de marzo de 1894 Mayoría requerida: absoluta (45/88) | Alcides Montero           | Independiente       | 38    | 46.92  |
| 19 de marzo de 1894 Mayoría requerida: absoluta (45/88) | Alejandro Chucarro (hijo) | Partido Colorado    | 1     | 1.23   |
| 19 de marzo de 1894 Mayoría requerida: absoluta (45/88) | Tomás de Tezanos          | Partido Colorado    | 1     | 1.23   |
| 19 de marzo de 1894 Mayoría requerida: absoluta (45/88) | Ausentes/No votaron       | Ausentes/No votaron | 7     | -      |
| 19 de marzo de 1894 Mayoría requerida: absoluta (45/88) | Total                     | Total               | 88    | 100.00 |
| Fuentes:                                                |                           |                     |       |        |

### Vigesimonovena y trigésima votación:[16]
| Fecha de votación                                       | Candidato                 | Partido             | Votos | %      |
| ------------------------------------------------------- | ------------------------- | ------------------- | ----- | ------ |
| 20 de marzo de 1894 Mayoría requerida: absoluta (45/88) | Luis Eduardo Pérez        | Partido Colorado    | 41    | 49.40  |
| 20 de marzo de 1894 Mayoría requerida: absoluta (45/88) | Alcides Montero           | Independiente       | 39    | 47.00  |
| 20 de marzo de 1894 Mayoría requerida: absoluta (45/88) | Alejandro Chucarro (hijo) | Partido Colorado    | 1     | 1.20   |
| 20 de marzo de 1894 Mayoría requerida: absoluta (45/88) | José María Muñoz          | Partido Colorado    | 1     | 1.20   |
| 20 de marzo de 1894 Mayoría requerida: absoluta (45/88) | Tomás de Tezanos          | Partido Colorado    | 1     | 1.20   |
| 20 de marzo de 1894 Mayoría requerida: absoluta (45/88) | Ausentes/No votaron       | Ausentes/No votaron | 5     | -      |
| 20 de marzo de 1894 Mayoría requerida: absoluta (45/88) | Total                     | Total               | 88    | 100.00 |
| Fuentes:                                                |                           |                     |       |        |

### Trigésima primera y trigésima segunda votación:[18]
| Fecha de votación                                       | Candidato                 | Partido             | Votos | %      |
| ------------------------------------------------------- | ------------------------- | ------------------- | ----- | ------ |
| 20 de marzo de 1894 Mayoría requerida: absoluta (45/88) | Luis Eduardo Pérez        | Partido Colorado    | 40    | 48.78  |
| 20 de marzo de 1894 Mayoría requerida: absoluta (45/88) | Alcides Montero           | Independiente       | 39    | 47.56  |
| 20 de marzo de 1894 Mayoría requerida: absoluta (45/88) | Alejandro Chucarro (hijo) | Partido Colorado    | 1     | 1.22   |
| 20 de marzo de 1894 Mayoría requerida: absoluta (45/88) | José María Muñoz          | Partido Colorado    | 1     | 1.22   |
| 20 de marzo de 1894 Mayoría requerida: absoluta (45/88) | Tomás de Tezanos          | Partido Colorado    | 1     | 1.22   |
| 20 de marzo de 1894 Mayoría requerida: absoluta (45/88) | Ausentes/No votaron       | Ausentes/No votaron | 6     | -      |
| 20 de marzo de 1894 Mayoría requerida: absoluta (45/88) | Total                     | Total               | 88    | 100.00 |
| Fuentes:                                                |                           |                     |       |        |

### Trigésima tercera votación:[19]
| Fecha de votación                                       | Candidato                 | Partido             | Votos | %      |
| ------------------------------------------------------- | ------------------------- | ------------------- | ----- | ------ |
| 20 de marzo de 1894 Mayoría requerida: absoluta (45/88) | Alcides Montero           | Independiente       | 39    | 48.75  |
| 20 de marzo de 1894 Mayoría requerida: absoluta (45/88) | Luis Eduardo Pérez        | Partido Colorado    | 38    | 47.50  |
| 20 de marzo de 1894 Mayoría requerida: absoluta (45/88) | Alejandro Chucarro (hijo) | Partido Colorado    | 1     | 1.25   |
| 20 de marzo de 1894 Mayoría requerida: absoluta (45/88) | José María Muñoz          | Partido Colorado    | 1     | 1.25   |
| 20 de marzo de 1894 Mayoría requerida: absoluta (45/88) | Tomás de Tezanos          | Partido Colorado    | 1     | 1.25   |
| 20 de marzo de 1894 Mayoría requerida: absoluta (45/88) | Ausentes/No votaron       | Ausentes/No votaron | 8     | -      |
| 20 de marzo de 1894 Mayoría requerida: absoluta (45/88) | Total                     | Total               | 88    | 100.00 |
| Fuentes:                                                |                           |                     |       |        |

### Trigésima cuarta votación:[20]
| Fecha de votación                                       | Candidato                 | Partido             | Votos | %      |
| ------------------------------------------------------- | ------------------------- | ------------------- | ----- | ------ |
| 20 de marzo de 1894 Mayoría requerida: absoluta (45/88) | Alcides Montero           | Independiente       | 37    | 48.05  |
| 20 de marzo de 1894 Mayoría requerida: absoluta (45/88) | Luis Eduardo Pérez        | Partido Colorado    | 31    | 40.26  |
| 20 de marzo de 1894 Mayoría requerida: absoluta (45/88) | Eustaquio Tomé            | Partido Nacional    | 6     | 7.79   |
| 20 de marzo de 1894 Mayoría requerida: absoluta (45/88) | José María Muñoz          | Partido Colorado    | 2     | 2.60   |
| 20 de marzo de 1894 Mayoría requerida: absoluta (45/88) | Alejandro Chucarro (hijo) | Partido Colorado    | 1     | 1.30   |
| 20 de marzo de 1894 Mayoría requerida: absoluta (45/88) | Ausentes/No votaron       | Ausentes/No votaron | 11    | -      |
| 20 de marzo de 1894 Mayoría requerida: absoluta (45/88) | Total                     | Total               | 88    | 100.00 |
| Fuentes:                                                |                           |                     |       |        |

### Trigésima quinta votación:[21]
| Fecha de votación                                       | Candidato                 | Partido             | Votos | %      |
| ------------------------------------------------------- | ------------------------- | ------------------- | ----- | ------ |
| 20 de marzo de 1894 Mayoría requerida: absoluta (45/88) | Alcides Montero           | Independiente       | 38    | 48.72  |
| 20 de marzo de 1894 Mayoría requerida: absoluta (45/88) | Luis Eduardo Pérez        | Partido Colorado    | 31    | 39.75  |
| 20 de marzo de 1894 Mayoría requerida: absoluta (45/88) | Eustaquio Tomé            | Partido Nacional    | 6     | 7.69   |
| 20 de marzo de 1894 Mayoría requerida: absoluta (45/88) | José María Muñoz          | Partido Colorado    | 2     | 2.56   |
| 20 de marzo de 1894 Mayoría requerida: absoluta (45/88) | Alejandro Chucarro (hijo) | Partido Colorado    | 1     | 1.28   |
| 20 de marzo de 1894 Mayoría requerida: absoluta (45/88) | Ausentes/No votaron       | Ausentes/No votaron | 10    | -      |
| 20 de marzo de 1894 Mayoría requerida: absoluta (45/88) | Total                     | Total               | 88    | 100.00 |
| Fuentes:                                                |                           |                     |       |        |

### Trigésima sexta votación:[22]
| Fecha de votación                                       | Candidato                 | Partido             | Votos | %      |
| ------------------------------------------------------- | ------------------------- | ------------------- | ----- | ------ |
| 20 de marzo de 1894 Mayoría requerida: absoluta (45/88) | Alcides Montero           | Independiente       | 37    | 48.68  |
| 20 de marzo de 1894 Mayoría requerida: absoluta (45/88) | Luis Eduardo Pérez        | Partido Colorado    | 31    | 40.79  |
| 20 de marzo de 1894 Mayoría requerida: absoluta (45/88) | Eustaquio Tomé            | Partido Nacional    | 6     | 7.89   |
| 20 de marzo de 1894 Mayoría requerida: absoluta (45/88) | Alejandro Chucarro (hijo) | Partido Colorado    | 1     | 1.32   |
| 20 de marzo de 1894 Mayoría requerida: absoluta (45/88) | José María Muñoz          | Partido Colorado    | 1     | 1.32   |
| 20 de marzo de 1894 Mayoría requerida: absoluta (45/88) | Ausentes/No votaron       | Ausentes/No votaron | 12    | -      |
| 20 de marzo de 1894 Mayoría requerida: absoluta (45/88) | Total                     | Total               | 88    | 100.00 |
| Fuentes:                                                |                           |                     |       |        |

### Trigésima séptima votación:[23]
| Fecha de votación                                       | Candidato                 | Partido             | Votos | %      |
| ------------------------------------------------------- | ------------------------- | ------------------- | ----- | ------ |
| 20 de marzo de 1894 Mayoría requerida: absoluta (45/88) | Alcides Montero           | Independiente       | 37    | 50.00  |
| 20 de marzo de 1894 Mayoría requerida: absoluta (45/88) | Luis Eduardo Pérez        | Partido Colorado    | 29    | 39.19  |
| 20 de marzo de 1894 Mayoría requerida: absoluta (45/88) | Eustaquio Tomé            | Partido Nacional    | 6     | 8.11   |
| 20 de marzo de 1894 Mayoría requerida: absoluta (45/88) | Alejandro Chucarro (hijo) | Partido Colorado    | 1     | 1.35   |
| 20 de marzo de 1894 Mayoría requerida: absoluta (45/88) | Tomás de Tezanos          | Partido Colorado    | 1     | 1.35   |
| 20 de marzo de 1894 Mayoría requerida: absoluta (45/88) | Ausentes/No votaron       | Ausentes/No votaron | 14    | -      |
| 20 de marzo de 1894 Mayoría requerida: absoluta (45/88) | Total                     | Total               | 88    | 100.00 |
| Fuentes:                                                |                           |                     |       |        |

### Trigésima octava votación
| Fecha de votación                                       | Candidato                 | Partido             | Votos | %      |
| ------------------------------------------------------- | ------------------------- | ------------------- | ----- | ------ |
| 21 de marzo de 1894 Mayoría requerida: absoluta (45/88) | Alcides Montero           | Independiente       | 40    | 48.78  |
| 21 de marzo de 1894 Mayoría requerida: absoluta (45/88) | Luis Eduardo Pérez        | Partido Colorado    | 40    | 48.78  |
| 21 de marzo de 1894 Mayoría requerida: absoluta (45/88) | Alejandro Chucarro (hijo) | Partido Colorado    | 1     | 1.22   |
| 21 de marzo de 1894 Mayoría requerida: absoluta (45/88) | José María Muñoz          | Partido Colorado    | 1     | 1.22   |
| 21 de marzo de 1894 Mayoría requerida: absoluta (45/88) | Ausentes/No votaron       | Ausentes/No votaron | 6     | -      |
| 21 de marzo de 1894 Mayoría requerida: absoluta (45/88) | Total                     | Total               | 88    | 100.00 |
| Fuentes:                                                |                           |                     |       |        |

### Trigésima novena votación
| Fecha de votación                                       | Candidato           | Partido             | Votos | %      |
| ------------------------------------------------------- | ------------------- | ------------------- | ----- | ------ |
| 21 de marzo de 1894 Mayoría requerida: absoluta (45/88) | Juan Idiarte Borda  | Partido Colorado    | 47    | 58.02  |
| 21 de marzo de 1894 Mayoría requerida: absoluta (45/88) | Luis Eduardo Pérez  | Partido Colorado    | 24    | 29.63  |
| 21 de marzo de 1894 Mayoría requerida: absoluta (45/88) | Eustaquio Tomé      | Partido Nacional    | 7     | 8.64   |
| 21 de marzo de 1894 Mayoría requerida: absoluta (45/88) | Alcides Montero     | Independiente       | 2     | 2.47   |
| 21 de marzo de 1894 Mayoría requerida: absoluta (45/88) | José María Muñoz    | Partido Colorado    | 1     | 1.24   |
| 21 de marzo de 1894 Mayoría requerida: absoluta (45/88) | Ausentes/No votaron | Ausentes/No votaron | 7     | -      |
| 21 de marzo de 1894 Mayoría requerida: absoluta (45/88) | Total               | Total               | 88    | 100.00 |
| Fuentes:                                                |                     |                     |       |        |

Después de 39 votaciones; Juan Idiarte Borda resultaría electo Presidente de la República.

## Consecuencias
El gobierno sufrió rebeliones y desaprobación de parte de todos los partidos, sectores y departamentos. El odio llevó a Idiarte Borda a vivir el único magnicidio del país.